# 32944 Gussalli
32944 Gussalli è un asteroide della fascia principale. Scoperto nel 1995, presenta un'orbita caratterizzata da un semiasse maggiore pari a 3,0742777 au e da un'eccentricità di 0,1782923, inclinata di 4,48070° rispetto all'eclittica.
L'asteroide è dedicato all'ingegnere italiano Luigi Gussalli.